# Ismail Ibn Sharif
Ismail (arabiska: مولاي إسماعيل بن الشريف) född 1645 eller 1646, död 1727, var sultan av Marocko mellan åren 1672 och 1727. Med hjälp av en armé utbildad i Europa gjorde han slut på den anarki som rådde i landet.